# Захарівський провулок
Заха́рівський провулок — зниклий провулок, що існував у Подільському районі міста Києва, місцевість Куренівка. Пролягав від вулиці Рилєєва до кінця забудови. 

## Історія
Провулок виник, ймовірно, у 2-й половині XIX століття під такою ж назвою.
Ліквідований 1977 року у зв'язку з частковою зміною забудови.